# Arrondissement de Schweinitz
L'arrondissement de Schweinitz, et de 1950 à 1952 arrondissement d'Herzberg, existe en Prusse et Zone d'occupation soviétique ou RDA entre 1816 et 1950. Son ancien territoire se situe aujourd'hui essentiellement dans l'arrondissement de Wittemberg en Saxe-Anhalt et dans l'arrondissement d'Elbe-Elster dans le Brandebourg.

## Histoire

### Électorat de Saxe
Sous l'électorat de Saxe, le territoire de l'arrondissement est divisé en trois bureaux : le bureau de Schlieben (de), le bureau de Schweinitz (de) et le bureau de Seyda (de). Quelques localités appartiennent aux bureaux voisins d'Annaburg (de) et de Pretzsch (de). En 1806, la région devient une partie du nouveau royaume de Saxe.

### Royaume de Prusse

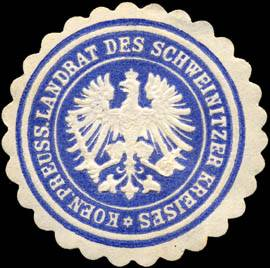
Marque de sceau de l'administrateur royal prussien de l'arrondissement de Schweinitz

Après le Congrès de Vienne, les anciens bureaux de Schlieben, Schweinitz et Seyda sont rattachés au royaume de Prusse le 21 mai 1815.
Dans le cadre des réformes administratives prussiennes, l'arrondissement de Schweinitz est créé le 1er octobre 1816 dans le district de Mersebourg dans la province prussienne de Saxe. Les négociations sur les limites territoriales définitives se poursuivent jusqu'en 1818. Dès le 13 juin 1817, le gouvernement de Mersebourg demande aux administrateurs des arrondissements de Schweinitz, Torgau, Wittenberg et Liebenwerda de prendre position sur les limites territoriales du district et l'attribution de certaines localités. En raison du désaccord entre les administrateurs , le gouvernement décide :
- la reclassement du désert du Feldmark Gablenz de l'arrondissement de Schweinitz à l'arrondissement de Wittemberg
- le transfert du désert de Mark Saaser de l'arrondissement de Schweinitz à l'arrondissement de Torgau
- le reclassement des communes de Bahnsdorf, Friedrichsluga, Gräfendorf et Neudeck de l'arrondissement de Liebenwerda (de) et de Löbener et Gerbismühle de l'arrondissement de Torgau à l'arrondissement de Schweinitz.

Le nouveau arrondissement est nommé d'après le bureau de Schweinitz, le plus grand en termes de superficie, mais le chef-lieu de l'arrondissement devient plus tard la ville la plus peuplée, Herzberg (Elster), où se trouvent le bureau de l'arrondissement et d'autres autorités.
Le 10 août 1876, la commune de Kurzlipsdorf est transféré de l'arrondissement de Schweinitz à  l'arrondissement de Wittemberg. Le 30 septembre 1929, conformément à l'évolution du reste de l'État libre de Prusse, une réforme territoriale a lieu dans l'arrondissement de Schweinitz, au cours de laquelle tous les districts de domaine indépendants sont dissous et attribués aux communes voisines. Après la dissolution de la province de Saxe le 1er juillet 1944, l'arrondissement est rattaché à la nouvelle province de Halle-Mersebourg. Au printemps 1945, l'arrondissement est occupé par l'Armée rouge.
Le 1er juillet 1950, l'arrondissement de Schweinitz est rebaptisé arrondissement d'Herzberg ; dans le même temps, les communes d'Altsorgefeld, Langengrassau, Neusorgefeld, Schwarzenburg et Wüstermarke sont transférées dans l'arrondissement brandebourgeois de Luckau (de). Dans le cadre de la dissolution des États en RDA, une réforme globale des arrondissements est réalisée en 1952 :
- La pointe nord-ouest de l'arrondissement avec les communes de Gölsdorf, Oehna, Seehausen et Zellendorf est transférée à l'arrondissement de Jüterbog (de) dans le district de Potsdam.
- La partie ouest de l'arrondissement revient à l'arrondissement de Jessen (de) dans le district de Cottbus.
- La partie orientale de l'arrondissement forme l'arrondissement d'Herzberg (de) dans le district de Cottbus.

## Évolution de la démographie
| Année | Habitants | Source |
| ----- | --------- | ------ |
| 1816  | 24 766    | [ 2 ]  |
| 1843  | 33 744    | [ 3 ]  |
| 1871  | 40 879    | [ 4 ]  |
| 1890  | 40 921    | [ 5 ]  |
| 1900  | 39 632    | [ 5 ]  |
| 1910  | 39 816    | [ 5 ]  |
| 1925  | 39 708    | [ 5 ]  |
| 1933  | 40 276    | [ 5 ]  |
| 1939  | 39 911    | [ 5 ]  |
| 1946  | 56 723    | [ 6 ]  |

## Administrateurs de l'arrondissement
- à partir de 1816 Heinrich Anton von Zeschau (de)[7]
- jusqu'en 1843 Christian Friedrich August Sommer (de)
- 1843-1879 Gustav von Kleist (de)
- 1879-1900 Julius von Bodenhausen (de)
- 1900-1918 Camillo von Palombini
- 1918-1920 Hermann Rabe von Pappenheim
- 1920-1935 Otto Niese (de)
- 1936-1942 Hans-Herbert Dengler (de)
- 1942-1945 Norbert Hering (de) [n'a de facto pas pris ses fonctions, de sorte qu'Otto Böhme (de), qui est nommé administrateur par intérim en 1939, agit en tant qu'administrateur jusqu'au 11 juin 1945]

## Constitution communale
Depuis le XIXe siècle, l'arrondissement de Schweinitz est divisé en villes, en communes et en districts de domaine. Avec l'introduction de la loi constitutionnelle prussienne sur les communes du 15 décembre 1933 ainsi que le code communal allemand du 30 janvier 1935, le principe du leader est appliqué au niveau municipal. Une nouvelle constitution d'arrondissement n'est plus créée; Les règlements de l'arrondissement pour les provinces de Prusse-Orientale et Occidentale, de Brandebourg, de Poméranie, de Silésie et de Saxe du 19 mars 1881 restent applicables.

## Villes et communes

### Situation en 1938
En 1937, l'arrondissement de Schweinitz comprend six villes et 110 communes :
| - Ahlsdorf - Alt Herzberg - Altsorgefeld - Arnsdorf - Arnsnesta - Bahnsdorf - Battin - Berga - Bernsdorf - Bicking - Borken - Borken - Brandis - Buschkuhnsdorf - Dixförda - Dubro - Düßnitz - Fermerswalde - Frankenhain - Frauenhorst - Freywalde - Friedersdorf - Friedrichsluga - Gadegast - Gehmen - Gentha - Gerbisbach - Glücksburg - Gölsdorf | - Gorsdorf - Grabo - Gräfendorf - Grassau - Grauwinkel - Grochwitz - Großkorga - Großrössen - Hartmannsdorf - Hemsendorf - Herzberg (Elster), ville - Hillmersdorf - Hohenbucko - Hohenkuhnsdorf - Holzdorf - Horst - Jagsal - Jessen (Elster), ville - Jeßnigk - Kaxdorf - Kleindröben - Kleinkorga - Kleinrössen - Klöden - Klossa - Knippelsdorf - Kolochau - Kolpien - Körba | - Krassig - Kremitz - Langengrassau - Lebusa - Leipa - Linda - Lindwerder - Löben - Lüttchenseyda - Mahdel - Malitschkendorf - Mellnitz - Meltendorf - Meuselko - Mönchenhöfe - Morxdorf - Mügeln - Naundorf b. Schlieben - Naundorf b. Blönsdorf - Neudeck - Neuerstadt - Neunaundorf - Neusorgefeld - Oehna - Oelsig - Osteroda - Polzen - Premsendorf - Proßmarke | - Rade - Rahnisdorf - Redlin - Rehain - Reicho - Ruhlsdorf - Schadewalde - Schlieben, ville - Schmielsdorf - Schöna - Schöneicho - Schönewalde, ville - Schützberg - Schwarzenburg - Schweinitz, ville - Seehausen - Seyda, ville - Stechau - Steinsdorf - Stolzenhain - Striesa - Waltersdorf - Wehrhain - Werchau - Wiepersdorf - Wildenau - Wüstermarke - Zellendorf - Zemnick |

### Changements de nom
Dans les années 1930, le nom et l'orthographe de plusieurs communes sont modifiés :
- Clöden → Klöden
- Colochau → Kolochau
- Leipa → Leipa (Kr. Schweinitz)
- Werchluga → Wehrhain
- Zwiesigko → Gerbisbach